# District de Sindhulpalchok

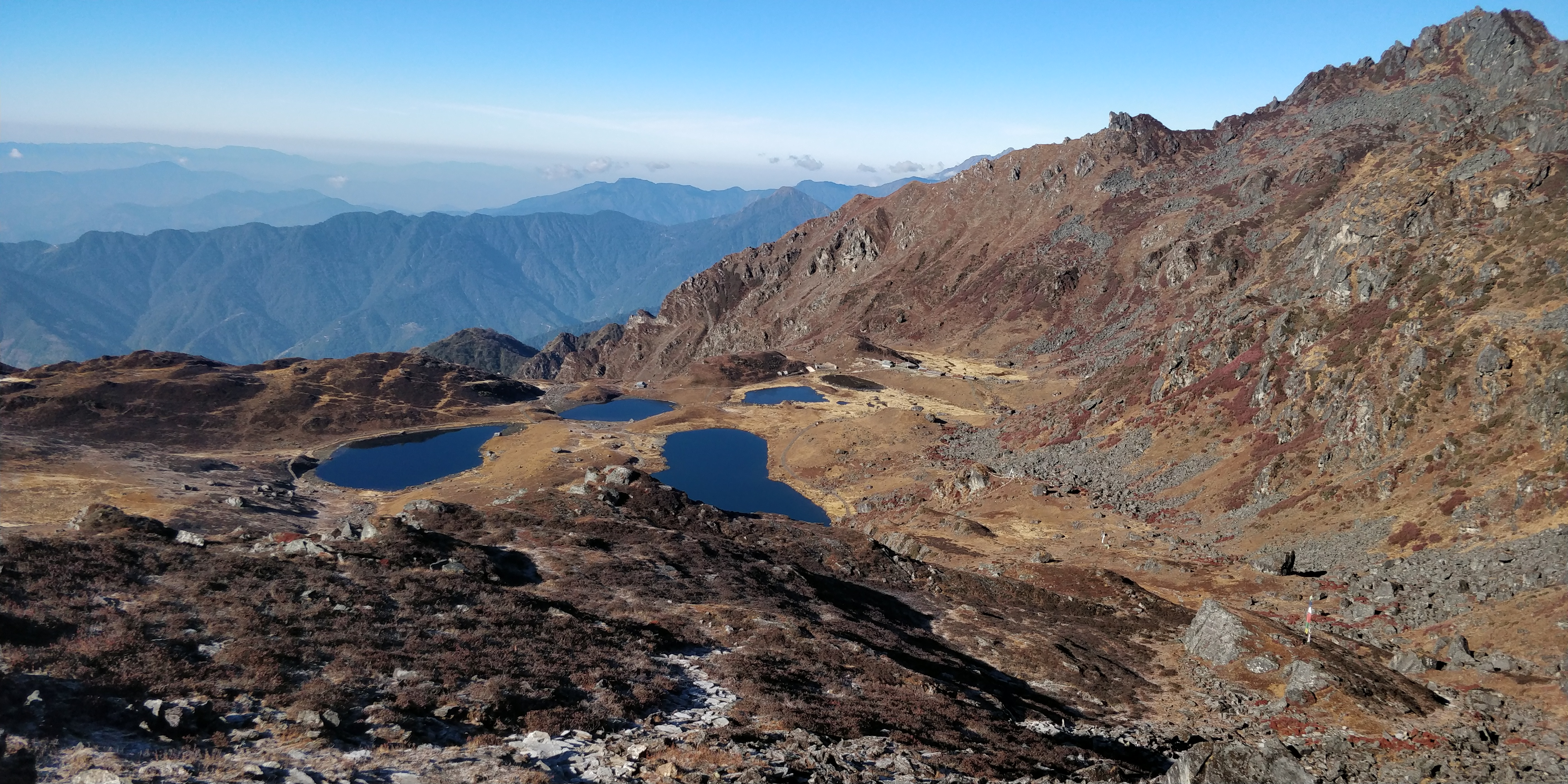
Lacs Panch Pokhari

Le district de Sindhulpalchok – en népalais : सिन्धुपाल्चोक जिल्ला – est l'un des 75 districts du Népal. Il est rattaché à la zone de la Bagmati et à la région de développement Centre. La population du district s'élevait à 287 798 habitants en 2011.

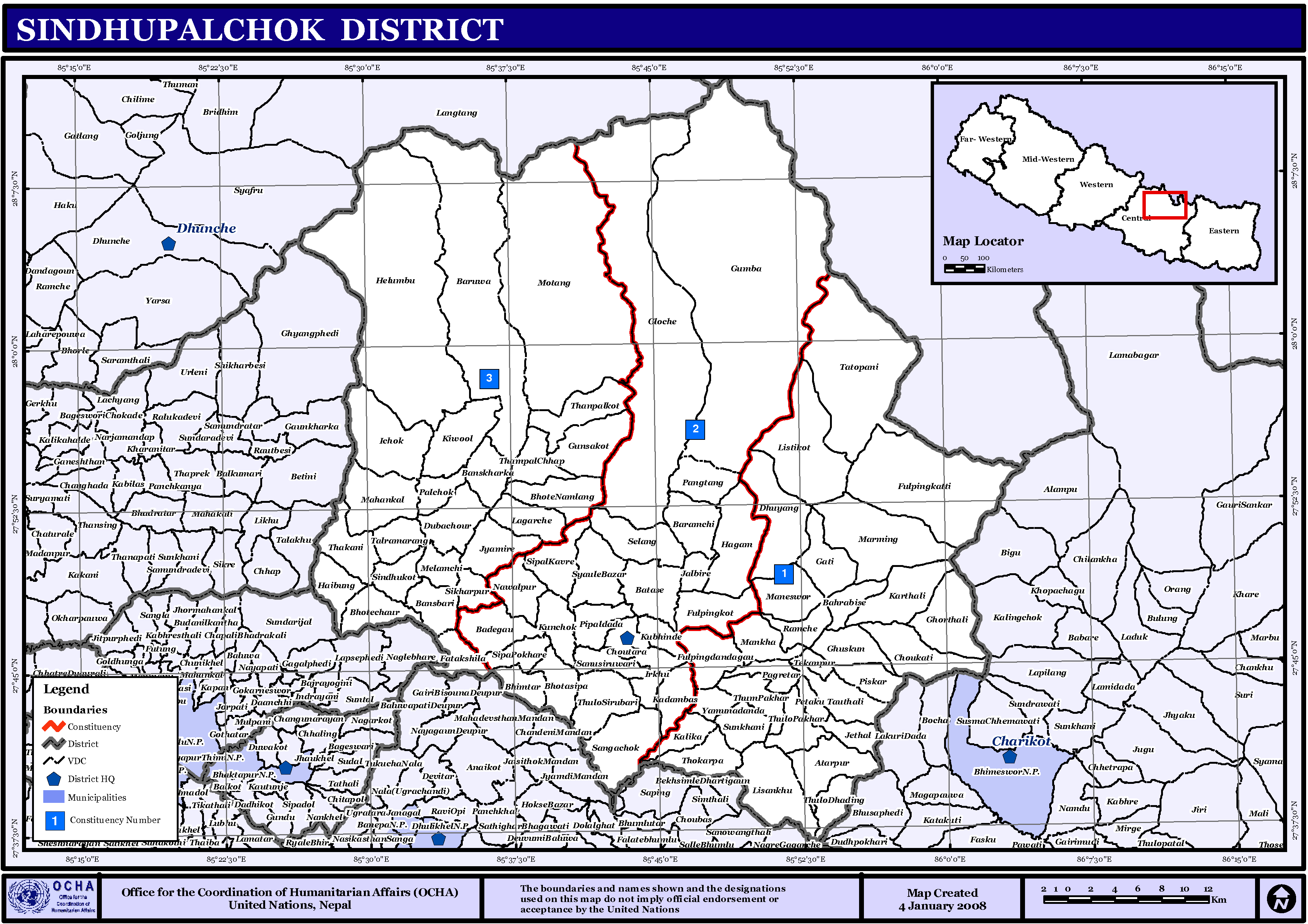
carte du district de Sindhulpalchok.

## Communes du district
- Atarpur
- Bhotang
- Badegau
- Bansbari
- Banskharka
- Baramchi
- Bahrabise
- Balephi
- Baruwa
- Batase
- Bhimtar
- Bhote Namlang
- Bhotechaur
- Bhotsiba
- Chaukati
- Chautara
- Dhumthang
- Dubarchaur
- Gati (Sindhulpalchok)
- Ghorthali
- Dhuskun
- Gloche
- Gumba (Sindhulpalchok)
- Gunsakot
- Hagam
- Haibung
- Helumbu
- Ichok
- Irkhu
- Jalbire
- Jethal
- Jyamire (Sindhulpalchok)
- Kalika (Sindhulpalchok)
- Karkhali
- Kadambas
- Kiul
- Kunchok
- Langarche
- Lisankhu
- Listikot
- Mahankal (Sindhulpalchok)
- Maneshwara
- Mankha
- Marming
- Melamchi
- Motang
- Nawalpur
- Pagretar
- Palchok
- Pangrang
- Petaku
- Phatakshila
- Phulping Katti
- Phulpingdanda
- Phulpingkot
- Piskar
- Ramche (Sindhulpalchok)
- Sangachok
- Selang
- Sikharpur
- Sindhukot
- Sipa Pokhare
- Sipal Kavre
- Sunkhani (Sindhulpalchok)
- Syaule Bazar
- Talamarang
- Tatopani (Sindhulpalchok)
- Tauthali
- Tekanpur (Sindhulpalchok)
- Thakani
- Thampal Chhap
- Thangpalkot
- Thokarpa
- Thulo Dhading
- Thulo Pakhar
- Thulo Sirubari
- Thum Pakhar
- Timpool (Sindhulpalchok)
- Yamanadanda